# Kerep (Kemiri)
Kerep is een bestuurslaag in het regentschap Purworejo van de provincie Midden-Java, Indonesië. Kerep telt 1323 inwoners (volkstelling 2010).